# Bulgaria durante la Primera Guerra Mundial

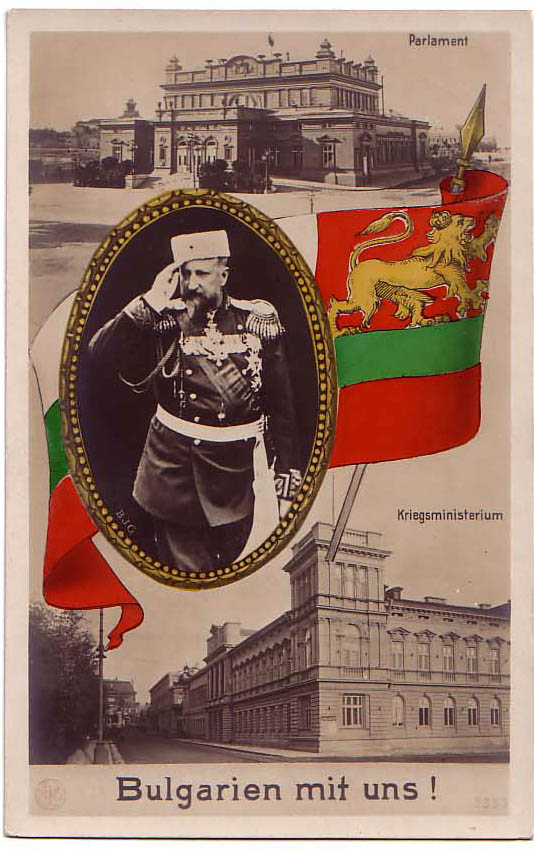
Tarjeta postal que celebra la entrada de Bulgaria en la Primera Guerra Mundial, 1915.

La historia de Bulgaria durante la Primera Guerra Mundial abarca los años 1914-1919, aunque el país no entró en el conflicto mundial hasta octubre de 1915 con su ataque al reino de Serbia tras su alianza con las Potencias Centrales en septiembre. Fue el único de los países de la región que se alió con las Potencias mientras que sus vecinos (Serbia, Rumanía, Grecia y Montenegro) se decantaron por la Entente.
Bulgaria entró en guerra para obtener los territorios que consideraba propios y había perdido desde el Congreso de Berlín de 1878 y solamente cuando una de las alianzas beligerantes, los Imperios, satisfizo sus exigencias territoriales, especialmente la cesión de Macedonia, perdida en la segunda guerra balcánica. Logró este objetivo tras participar en la campaña contra Serbia del otoño de 1915. Más tarde, con la entrada en el conflicto de Rumanía en agosto de 1916 y la derrota militar de esta, logró la devolución de la Dobruja meridional, aunque no el control de la septentrional, que fue fuente de disputas entre los coligados.
Una vez logrados los territorios anhelados, Bulgaria perdió su interés por la guerra y trató de mantener sus ganancias hasta la conferencia de paz. Sus discretos intentos de firmar una paz separada gracias a la mediación de los Estados Unidos, país con el que no se hallaba formalmente en guerra, fracasaron. Finalmente, en el otoño de 1918, la desmoralización de las tropas por la situación cada vez peor del frente, la evacuación alemana de gran parte de sus unidades, las penurias en la retaguardia y una dura ofensiva de la Triple Entente hundieron el frente macedonio. El Gobierno búlgaro tuvo que apresurarse a solicitar el armisticio, incapaz de frenar el avance militar aliado, mientras se enfrentaba a un motín revolucionario de parte de las unidades, que pudo finalmente ser sofocado. La rendición búlgara a finales de septiembre y los continuos reveses en el frente occidental llevaron poco después a la rendición del resto de la coalición.
A pesar de sus esperanzas, basadas en las promesas estadounidenses reflejadas en los «Catorce Puntos» del presidente estadounidense Woodrow Wilson, Bulgaria no solo no retuvo sus conquistas militares de la guerra en el tratado de paz, sino que perdió nuevos territorios, lo que causó un aumento del irredentismo que caracterizó parcialmente el periodo de entreguerras.

## Antecedentes

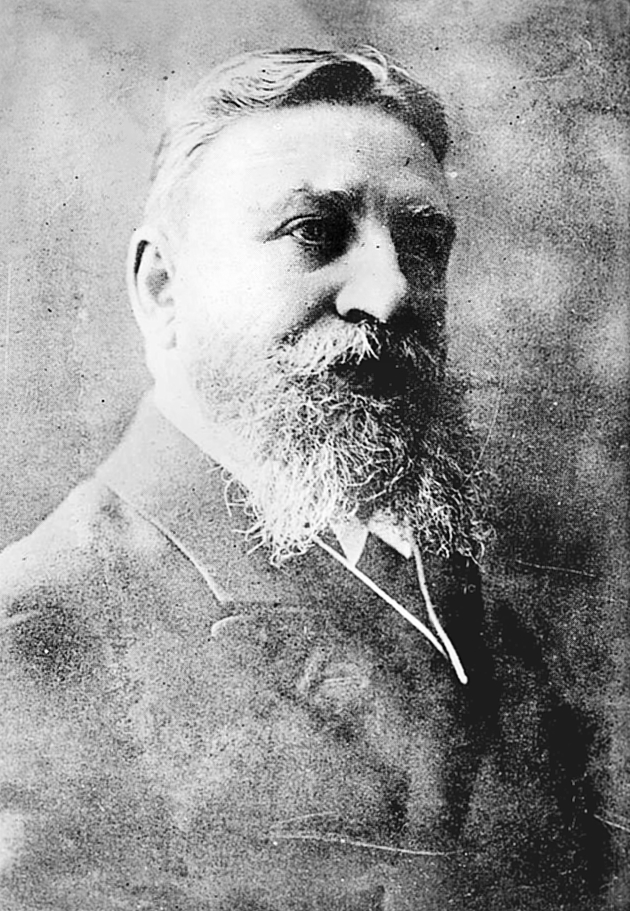
Vasil Radoslavov, presidente del Consejo de Ministros desde la derrota búlgara en la Segunda Guerra Balcánica, se convirtió junto con el zar Fernando en la personificación de la política favorable a las Potencias Centrales.

La derrota en la segunda guerra balcánica había enemistado a Bulgaria con sus vecinos y la había privado de sus conquistas de la primera. La falta de respaldo ruso a los anhelos búlgaros en las negociaciones de paz había hecho que el Gobierno de Sofía se acercase a Viena, pese a las dificultades de una alianza formal por la cercanía teórica entre esta y Bucarest. Nada más llegar al Gobierno, el primer ministro Radoslavov ofreció la alianza a Viena, con la que compartía la hostilidad hacia Serbia. El ofrecimiento se repitió en julio; los austrohúngaros se mostraron interesados, pero cautos. Los intentos del zar Fernando de lograr la liga con los austrohúngaros durante su visita de verano a Viena tampoco dieron fruto. La actitud de Alemania, más interesada en defender los intereses otomanos y griegos, tampoco favorecía el pacto austro-búlgaro. La enemistad rumano-búlgara era otro factor que dificultaba el acercamiento a la Triple Alianza, ya que Berlín no deseaba la pérdida de la amistad rumana.
Al mismo tiempo, las graves necesidades financieras búlgaras debidas a las guerras hicieron que el otorgamiento de créditos a Sofía sirviese como método para atraerla a uno u otro bando. El Gobierno deseaba un gran crédito de doscientos cincuenta millones de leva para integrar los nuevos territorios adquiridos en las últimas guerras con el resto del país y construir un puerto moderno en Porto Lagos. Ni Austria-Hungría ni Francia, no obstante, se mostraron dispuestas durante 1913 a autorizar los créditos solicitados en las condiciones deseadas por Bulgaria, por lo que la crisis de la deuda quedó sin resolver ese año. En febrero de 1914, los búlgaros trataron nuevamente de lograr el empréstito ansiado en Francia, pero la presión rusa hizo que esta lo denegase. Se entablaron entonces conversaciones en Berlín para solicitar un gran crédito alemán a Bulgaria que resolviese los problemas financieros búlgaros. Francia y Rusia, temerosas de que el acuerdo financiero se convirtiese también en político, trataron de estorbar las negociaciones. A finales de abril, sin embargo, estas habían avanzado mucho, a pesar de las duras condiciones de los bancos alemanes. Después de más retrasos por desacuerdos en las condiciones, que los alemanes tuvieron que suavizar, y ofertas de última hora de los franceses, Bulgaria aceptó el préstamo alemán el 15 de julio.
En 1914 Bulgaria se encontraba disgustada por el resultado de las guerras anteriores y debilitada por el esfuerzo bélico realizado. Sus aspiraciones de recuperar los territorios otorgados en el Tratado de San Stefano de 1878 eran irrealizables sin un cambio de la situación política europea. El asesinato del heredero al trono austrohúngaro en Sarajevo en el verano de 1914 proporcionó la oportunidad que los políticos búlgaros esperaban para cambiar el resultado de las guerras balcánicas.

## Negociaciones con la Entente y los Imperios

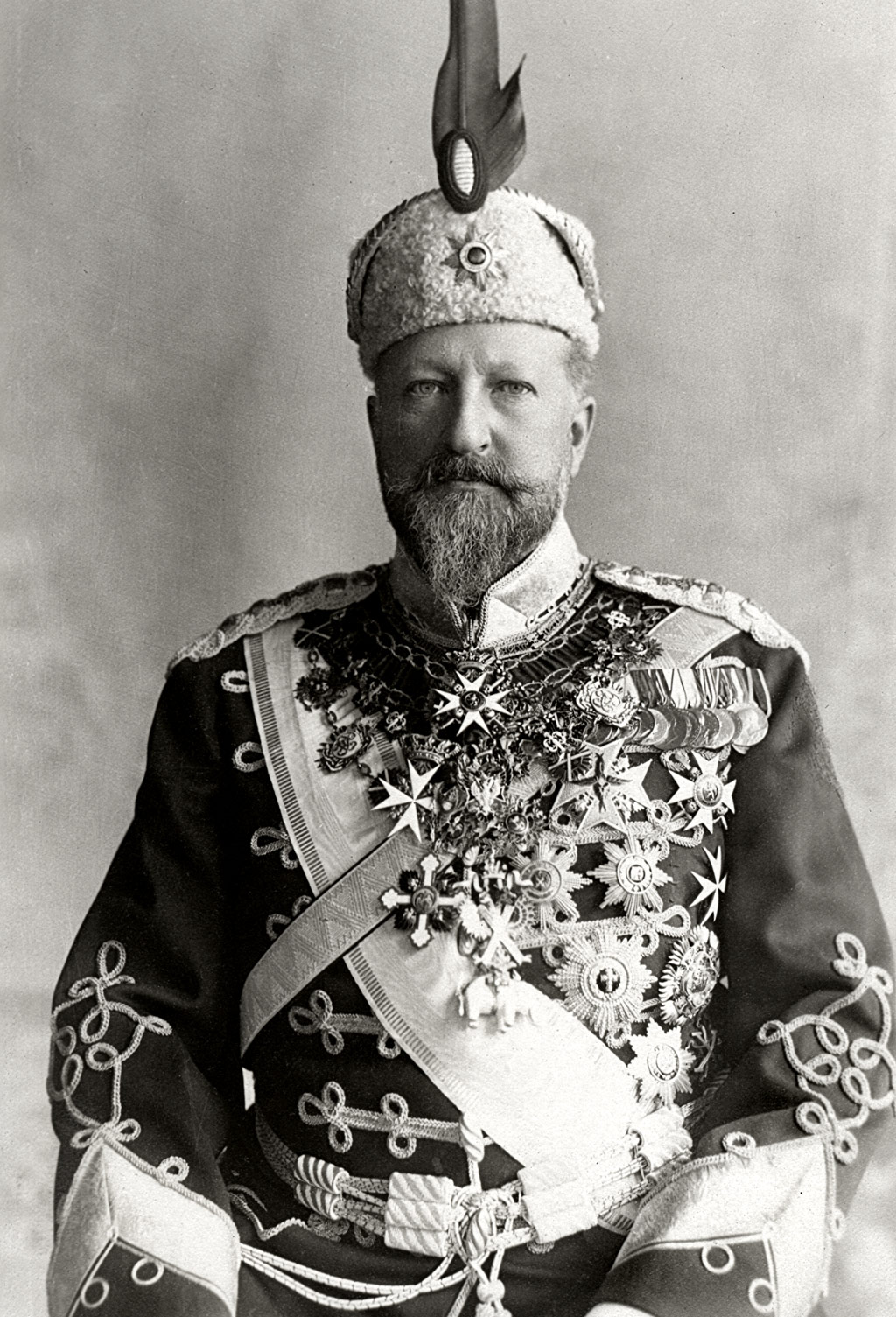
Fernando I de Bulgaria, favorable a las Potencias Centrales como el primer ministro Vasil Radoslavov, retrasó la entrada en guerra de Bulgaria hasta asegurarse las concesiones territoriales deseadas que revirtiesen las consecuencias del Tratado de Bucarest.

Los dos bandos que acabaron enfrentados en la guerra mundial eran conscientes de la importancia estratégica de Bulgaria, pero Fernando evitó firmar liga formal alguna con los bloques de potencias enfrentados, temiendo sufrir la suerte del asesinado archiduque Francisco Fernando, que sospechaba había sido liquidado por los rusos. Las relaciones de Bulgaria con el Imperio otomano y Rumanía tampoco eran buenas: hubo incidentes fronterizos con bajas en la frontera búlgaro-rumana en julio que complicaban el entendimiento entre Sofía y Viena, coligada con los rumanos. Sin garantías por parte de Rumanía y los otomanos, Bulgaria no estaba dispuesta a entrar en guerra contra la Entente. Por otro lado, las conversaciones greco-otomanas produjeron suspicacias en Bulgaria, que temía que ambos vecinos tratasen de coligarse contra ella. La creciente tensión entre Austria-Hungría y Serbia y la incertidumbre sobre la posición de los demás países vecinos desaconsejaban el acercamiento búlgaro a los austrohúngaros. La posibilidad de una guerra, cada vez mayor, y la mala situación de las fuerzas armadas tras la derrota en la segunda guerra balcánica hicieron que Bulgaria declarase el 29 de juniojul./ 12 de julio de 1914greg. la neutralidad, incluso antes del estallido de la contienda. Además de la adversa situación militar, el Gobierno búlgaro deseaba observar el rumbo del enfrentamiento antes de apoyar a uno u otro bando; en caso de victoria austrohúngara, esperaba obtener de todas maneras Macedonia.
Pese a los continuos intentos del embajador austrohúngaro de obtener la alianza de Bulgaria antes de la declaración de guerra contra Serbia (28 de julio), Fernando rehusó concederle audiencia, no deseando comprometerse con ninguno de los bandos. Los austrohúngaros deseaban contar con las tropas búlgaras contra Serbia para poder enviar parte de las suyas propias contra las unidades rusas en Galitzia. La declaración de guerra austrohúngara fue recibida con alborozo en Bulgaria, incluso habiéndose proclamado formalmente neutral. La falta de un alineamiento claro no impidió al Gobierno de Vasil Radoslavov fomentar las actividades guerrilleras en Macedonia a petición de los austrohúngaros, al considerar a Serbia como la principal enemiga de los búlgaros. Los ataques en Macedonia aumentaron el número de refugiados y la tensión con el país vecino. A la vez, Radoslavov estudiaba las diversas propuestas que los rusos, principales aliados y protectores de Serbia, realizaron al Gobierno de Sofía. Se sucedieron las negociaciones con ambos bandos, en las que Radoslavov trató de obtener los mayores beneficios territoriales posibles a cambio de decantarse por uno de ellos. El precio de la alianza búlgara era la revisión del Tratado de Bucarest de 1913 y, en especial, la entrega de Macedonia. Las simpatías de Fernando y de Radoslavov por los alemanes no garantizaron el alineamiento inmediato del país con los Imperios.

El ideal territorial búlgaro: el país según el efímero Tratado de San Stefano de 1878, pronto sustituido por las disposiciones acordadas por las potencias en el Congreso de Berlín de 1878. Bulgaria trató de recuperar en las sucesivas guerras las zonas perdidas en el segundo tratado.

Los intentos de los Imperios y la Entente de lograr la liga con Sofía se alargaron más de un año. El 19 de agosto de 1914, Radoslavov alcanzó una importante victoria diplomática merced al acuerdo defensivo con los otomanos que aseguró el flanco sureste búlgaro sin que esto le supusiese realizar concesiones. A pesar del aparente acercamiento a los Imperios por este acuerdo, el primer ministro se mantuvo firme en sus exigencias territoriales, y la derrota austrohúngara a manos del Ejército serbio el 24 de agosto debilitó la posición austrohúngara en las negociaciones. El pacto con los otomanos disponía además que Bulgaria no tomaría la ofensiva hasta no tener garantías de Rumanía, que esta no se hallaba dispuesta a conceder explícitamente por temor a Rusia. El 22 de agosto, la Entente realizó su oferta a Fernando a través del representante ruso: la cesión de la parte de Macedonia estipulada en el acuerdo de alianza serbo-búlgaro de 1912 y la protección de su dinastía a cambio de la neutralidad benevolente hacia Serbia y el ataque a Rumanía o el Imperio otomano si cualquiera de estos atacaba Rusia. Grecia y Serbia, sin embargo, se negaron a otorgar los territorios necesarios para cumplir la propuesta, y las potencias de la Entente se mostraron reacias a forzarlas a ello. En septiembre las negociaciones con Bulgaria se estancaron, en parte por el equilibrio en el frente, que hacía que Radoslavov se mostrase reacio a asociarse a cualquiera de los dos bandos, y en parte por la falta de mejoras en las ofertas territoriales a Sofía.
La entrada en la contienda del Imperio otomano del lado de los Imperios aumentó el valor estratégico de Bulgaria para los dos bandos: para los Imperios era la ruta más sencilla para abastecer de pertrechos a los otomanos; para los Aliados, la entrada en guerra de Bulgaria podía reforzar su ofensiva en Galípoli y favorecer la toma de los estrechos del mar Negro, que hubiese facilitado el abastecimiento de Rusia. La Entente había declarado la guerra al Imperio cuando el 29 de octubre los navíos Goeben y Breslau, transferidos a la Marina otomana, pero con tripulaciones alemanas, bombardearon instalaciones rusas en el mar Negro. Tras el rechazo búlgaro de una nueva propuesta de la Entente que incluía la frontera Eno-Midia, parte de Tracia y Macedonia hasta el río Vardar, y que disgustó a Rumanía, Grecia y Serbia, el 24 de noviembre, los embajadores de la Entente tuvieron que limitarse a vagas promesas, mientras que los representantes de las Potencias Centrales, tras ciertas dudas, prometieron a Bulgaria el 22 de diciembre de 1914jul./ 4 de enero de 1915greg. la entrega de Macedonia incluso sin necesidad de que Bulgaria se aliase formalmente con ellos. Alentaron, no obstante, al Gobierno de Sofía a atacar a Serbia. Radoslavov, sin embargo, deseaba no tener que enfrentarse a Serbia para lograr Macedonia, sino que fuesen los Imperios quienes tomasen el territorio y se lo entregasen a Bulgaria. A finales de 1914, la posición búlgara, aunque favorable a una victoria de los Imperios, no había descartado todavía las conversaciones con la Entente. Militares búlgaros entregaron información a ambos bandos. El 9 de diciembre, los Aliados trataron en vano de mejorar su oferta del 24 de noviembre a cambio de la alianza formal búlgara, pero Radoslavov la rechazó nuevamente por insuficiente. En febrero alemanes y austrohúngaros otorgaron un nuevo crédito de ciento cincuenta millones de francos para tratar de ganarse definitivamente el favor del Gobierno de Radoslavov, sin conseguirlo.
En la primavera, dos éxitos pasajeros del comienzo de la campaña de Galípoli y las perspectivas de que Italia se uniese pronto a los Aliados favoreció la posición negociadora de estos frente a los Imperios. Los Aliados se prepararon para ofrecer a Bulgaria la línea Eno-Midia y la frontera acordada en 1912 en Macedonia cuando Radoslavov en mayo exigió las fronteras de San Stefano, que los Aliados se prepararon para aceptar el 28 de mayo, a cambio de la participación de Bulgaria en la guerra. Radoslavov rechazó la propuesta aliada y la Entente tuvo que volver a estudiar qué ofrecer para ganarse el apoyo búlgaro, especialmente por el deterioro de la situación militar según avanzó el verano.
En mayo se retomaron las conversaciones con los otomanos, desesperados por encontrar una ruta de abastecimiento desde Alemania que Rumanía negaba. Las conversaciones con los otomanos no resultaron en la cesión por estos a la pretensión búlgara de fijar la frontera común en la línea Eno-Midia, que la Entente ya había ofrecido, pero sí en la obtención para Bulgaria del valle del Maritsa. Las negociaciones de Radoslavov a cambio simplemente de mantener la neutralidad habían sonsacado diversas concesiones de los contendientes hasta el verano de 1915, pero el triunfo otomano en la batalla de Galípoli les hizo a estos menos propensos a las concesiones con los búlgaros, a pesar de la mediación austro-germana.
Finalmente, la entrada en guerra de Bulgaria dependió de las promesas de los bandos enfrentados sobre las aspiraciones territoriales búlgaras. Los motivos búlgaros eran puramente egoístas y se centraban en la consecución de sus ambiciones nacionalistas. Mientras que la Entente no se encontraba en condiciones de satisfacerlas, sí podían los Imperios, lo que decantó a Bulgaria en su favor. A diferencia de los demás coligados de los Imperios Centrales, los búlgaros no combatieron en frentes lejanos ajenos a sus intereses directos. Las grandes promesas territoriales que los negociadores de los Imperios hicieron finalmente al Gobierno búlgaro se debieron a las presiones de los mandos militares, deseosos de alcanzar finalmente la liga con Bulgaria. Fernando y su Gobierno sopesaron además la probabilidad de que el bando al que se uniesen resultase vencedor en la guerra y tuviese así la capacidad de cumplir las promesas territoriales que iban a aceptar. La impresionante victoria austro-germana frente a Rusia durante la primavera y el verano de 1915, en la que esta perdió cientos de miles de hombres y el control de Polonia, se unió a la incapacidad de sus coligados de estorbar la campaña alemana mediante avances en el frente occidental. La derrota final de los británicos en Galípoli en agosto convenció a los búlgaros de la probable victoria final de los Imperios en la contienda. Ese mismo mes un coronel búlgaro partió a Berlín para concretar las exigencias búlgaras para una alianza formal y se aceleraron por otro lado las negociaciones con los otomanos.

### La alianza entre Bulgaria y los Imperios
La liga entre Bulgaria y los Imperios, que contenía cinco artículos, acabó firmándose en la capital búlgara el 24 de agostojul./ 6 de septiembre de 1915greg. tras más de un año de negociaciones. Pocos días antes habían dimitido los ministros rusófilos. Bulgaria recibía garantías de austrohúngaros y alemanes, mientras que se comprometía, por su parte, a ayudarlos en caso de ser agredidos por algún país colindante con Bulgaria. Un anexo secreto de seis artículos prometía a Bulgaria el control de toda Macedonia, el valle del Morava y la región de Vranje. En caso de que Grecia o Rumanía entrasen en guerra contra los Imperios, estos se comprometían a devolver a Bulgaria los territorios que había perdido en el Tratado de Bucarest. Bulgaria recibía además la garantía conjunta para un préstamo de guerra de doscientos millones de francos, además de pertrechos para su Ejército. Se obligaba a cambio a acometer a Serbia en menos treinta y cinco días. Los búlgaros debían desplegar cuatro divisiones de infantería que habían de participar junto con otras seis austrohúngaras y seis alemanas en la ofensiva al país vecino. El jefe de la campaña sería el general alemán August von Mackensen. A la vez y nuevamente con mediación austro-germana, Sofía llegó a un acuerdo con Constantinopla por el que esta cedía el valle del Maritsa, pero no Lozengrad. Esta cesión dio el control del ferrocarril a Dedeagach, el único puerto búlgaro en el Egeo, a Sofía. Mientras esto sucedía, la Entente redobló sus esfuerzos para lograr el pacto con Bulgaria, en vano. El rechazo serbio a entrega de tierras en Macedonia impedía el acuerdo. Grecia tampoco se mostró dispuesta a ceder territorio a cambio de un pacto con Bulgaria y frustró así el plan británico de reconstituir la antigua Liga Balcánica, esta vez no solo contra los otomanos, sino también contra los austrohúngaros.

## La entrada en guerra

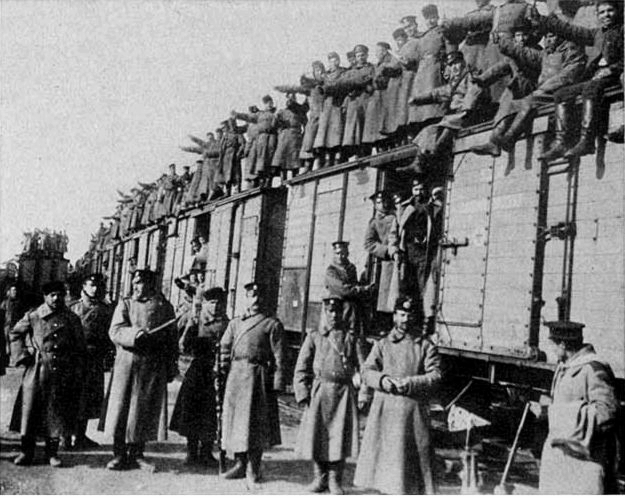
Movilización de soldados búlgaros a finales de septiembre de 1915.

Pese a la oposición del dirigente agrario Alejandro Stamboliski a la entrada en la guerra, que demostró en la audiencia del rey con los dirigentes de la oposición del 17 de septiembre, esta se hallaba dividida y no presentó un frente unido contra la postura del Gobierno y del soberano. Dos días más tarde Stamboliski fue arrestado, condenado por traición y pasó el resto de la guerra en prisión, tras conmutarle el zar la pena de muerte por una de cadena perpetua. Su detención desorientó a los agrarios, que votaron a favor de los créditos de guerra solicitados por el Gobierno y perdieron temporalmente su influencia sobre los acontecimientos. Los opositores más notorios fueron encarcelados, como el joven comunista Gueorgui Dimitrov. El que el tratado con los Imperios fuese secreto no impidió que a mediados de septiembre comenzase a observarse claramente en qué dirección se inclinaría el Gobierno búlgaro: oficiales austrohúngaros y alemanes comenzaron a trasladarse al país.
El 22 de septiembre se anunció la movilización general, que incluyó a 531 951 hombres. La población, aunque apoyaba en general las ambiciones territoriales del Gobierno, se mostró inquieta y no fue consultada sobre la entrada en guerra, como tampoco lo fue el Parlamento. La Entente trató de detener los preparativos bélicos búlgaros amenazando con la ruptura de relaciones diplomáticas el 4 de octubre, infructuosamente; el 6 de octubre comenzaba la ofensiva austro-germana contra Serbia a la que Bulgaria se unió siete días más tarde (28 de septiembrejul./ 11 de octubre de 1915greg.). El 3 las primeras tropas anglo-francesas habían desembarcado en Salónica, con la protesta del rey griego Constantino; Venizelos tuvo que dimitir el 5 ante la insistencia del monarca en mantener la neutralidad. El objetivo búlgaro era la realización del sueño territorial truncado de una «Gran Bulgaria» según las fronteras del Tratado de San Stefano. Serbia, por su parte, había propuesto un ataque preventivo a Bulgaria durante su movilización, pero sus aliados, convencidos de poder mantenerla neutral, vetaron el plan. La solicitud de ayuda serbia a Grecia en virtud de la alianza de 1913, que obligaba a esta a acudir en su auxilio en ciertas condiciones, tampoco surtió efecto; la división entre aliadófilos y germanófilos en Grecia y la incapacidad de Serbia de cumplir ciertas condiciones formales del tratado de alianza impidieron que Grecia socorriese a Serbia. El desembarco aliado en Salónica trataba de sustituir las ciento cincuenta mil tropas serbias que debían haber sostenido el avance griego por unidades anglo-francesas. La oposición de Constantino a unirse a la Entente frustró los planes de auxilio de la Entente, que se basaban en el respaldo griego.

## La campaña serbia

La campaña de Serbia en la que Bulgaria aportó dos ejércitos que cooperaron con unidades alemanas y austrohúngaras para acabar con la resistencia serbia y obtener el control de Macedonia.

El ataque a Serbia comenzó en octubre. Las unidades alemanas y austrohúngaras comenzaron el nuevo asalto cruzando el Sava y el Danubio el día 6. Los Ejércitos coaligados avasallaron rápidamente a las fuerzas serbias. Belgrado cayó tras tres días de intensos combates y fiera resistencia serbia que trataba de retrasar el avance del enemigo con la esperanza de recibir socorros desde Salónica.
El plan de ataque búlgaro consistía en el avance de dos ejércitos, uno en dirección a Niš, en el norte, y otro en dirección a Skopie, en el sur, que se unieron a la batalla una semana después de sus aliados (11 de octubre). La ofensiva debía aislar Serbia de Salónica. El 5 de noviembre, las tropas búlgaras tomaron la sede provisional del Gobierno serbio, la ciudad de Niš. Los ejércitos serbios, sin embargo, se zafaron de los intentos de ser rodeados, aunque continuaron su retirada hacia Kosovo.

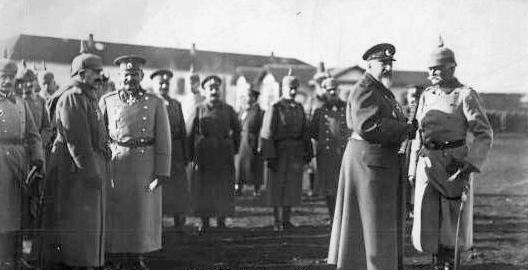
El zar Fernando charlando con el mariscal alemán Von Mackensen en Niš en enero de 1916. A la izquierda, el káiser Guillermo.

Aunque se esperaba haberlo evitado, unidades búlgaras del 2.º Ejército, que avanzó rápidamente y cortó las comunicaciones con Salónica, tuvieron que enfrentarse a británicos y franceses en el sur de Macedonia desde el 21 de octubre; las rechazaron hacia Salónica, donde permanecieron hasta septiembre de 1918. El tardío intento de auxiliar a los serbios, que había comenzado con el desembarco de tropas franco-británicas el 5 de octubre en Salónica, fue inútil. A finales de noviembre, los restos del Ejército serbio y miles de refugiados se hallaban en la llanura de Kosovo y comenzaron una durísima retirada a través de las montañas albanesas hacia el mar que costó decenas de miles de bajas. El 1.er Ejército búlgaro derrotó a las unidades serbias en la llanura. El 12 de diciembre, habiendo alcanzado la frontera griega que tenía órdenes de no cruzar, el Ejército búlgaro se detuvo. Los alemanes, a pesar de los deseos del comandante en jefe de las tropas búlgaras, prohibieron penetrar en Grecia y perseguir a las desorganizadas unidades francesas y británicas, aunque las superaban en número. La dependencia búlgara de los pertrechos alemanes les obligó a aceptar la posición germana. Los búlgaros habían capturado cerca de cincuenta mil soldados serbios y mil doscientos franceses y británicos durante la ofensiva. Los restos de las fuerzas serbias fueron trasladados por la Entente a la isla de Corfú. El problema de abastecimiento de los otomanos, que se había agudizado en el otoño, quedó resuelto para noviembre, lo que permitió que el Imperio continuase participando en el conflicto.
La victoria sobre Serbia reforzó al Gobierno, que obtuvo el respaldo de la oposición en las votaciones de créditos de guerra en diciembre y en la del presupuesto de 1916. Con la conquista de Macedonia cumplía además su principal objetivo en la contienda. A partir de entonces, el deseo búlgaro era que la guerra terminase y se aprobase el cambio territorial. La permanencia de las tropas de la Entente en Salónica marcó el resto de la guerra para Bulgaria. El mantenimiento del frente supuso un esfuerzo notable en hombres y material que afectó a la economía y moral nacionales. Bulgaria deseaba avanzar hacia el sur y eliminar la amenaza que suponía el frente macedonio, pero Alemania no estaba interesada, porque desde su punto de vista servía para desviar fuerzas enemigas lejos de los frentes que consideraba primordiales.
A comienzos de 1916, la Entente consiguió fortificar sus posiciones en el norte de Grecia. Sus fuerzas en la zona crecieron a lo largo del año con la llegada de unidades británicas, francesas, italianas y rusas. Finalmente llegaron las tropas serbias, trasladadas desde Corfú y rearmadas por los Aliados.

## La campaña rumana
La estabilización del frente búlgaro se truncó con la entrada en guerra de Rumanía el 14 de agostojul./ 27 de agosto de 1916greg. de lado de la Entente. Tras la entrada en guerra de Rumanía, Bulgaria participó en la contraofensiva de las Potencias Centrales, enfrentándose a unidades rusas que habían acudido en apoyo de los rumanos. El 1 de septiembre, Bulgaria declaró la guerra a Rumanía y, junto con algunas unidades alemanas y otomanas, el 3.er ejército invadió la Dobruya meridional. El 23 de diciembre de 1916jul./ 5 de enero de 1917greg. había logrado el control de toda ella, distinguiéndose especialmente en la toma de la fortaleza de Tutrakan. En octubre de 1916 había rechazado un intento de contraataque rumano que intentó invadir Bulgaria.
En el sur, los alemanes permitieron por fin a los búlgaros penetrar en territorio griego para desbaratar el previsto ataque de la Entente hacia el norte para apoyar a Rumanía, y los búlgaros avanzaron en la Macedonia oriental, acometiendo a la vez en el centro y en la zona oriental del frente. La resistencia francesa y británica fue escasa.
Con la derrota de Rumanía tras la anterior de Serbia, Bulgaria logró hacerse con el control de Macedonia, Kavala, Serres, Drama, Flórina y la Dobruya meridional, y recuperó así las fronteras de San Stefano.
Fernando se opuso más tarde al comienzo de la guerra submarina total decidida por los alemanes y comenzó a buscar una manera de firmar la paz. La cercanía de tropas alemanas que podían aplastar cualquier veleidad de abandonar la liga por parte de los búlgaros dificultaba este objetivo. Los Estados Unidos y Bulgaria, aunque se hallaban en bandos opuestos durante la guerra, nunca llegaron a entrar formalmente en conflicto; mientras que los dirigentes búlgaros deseaban la simpatía estadounidense a sus reclamaciones territoriales en caso de derrota bélica, los estadounidenses esperaban poder separar a Bulgaria de sus aliados para lograr la derrota de los Imperios. Cuando Washington declaró la guerra a Alemania el 6 de abril de 1917, el Gobierno búlgaro se negó a unirse a sus coligados y declarar la guerra a los estadounidenses.

## Estabilización del frente

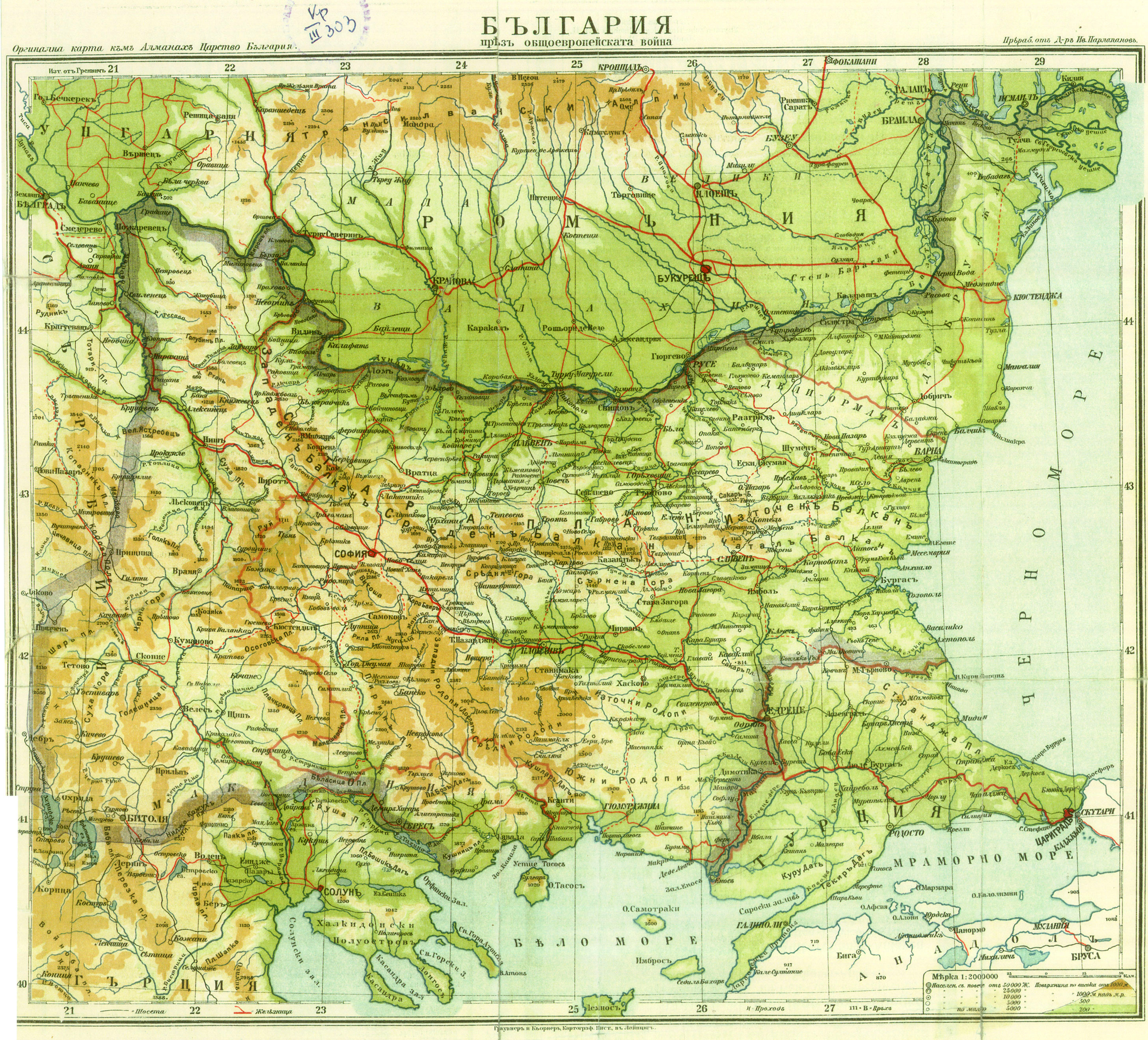
Las fronteras búlgaras al final de la guerra, tras la derrota de Serbia y Rumanía y la tardía cesión de la Dobruya a Bulgaria en septiembre de 1918.

En junio tropas griegas favorables al rey entregaron el fuerte Rupel, que controlaba el valle del Struma, a los búlgaros, para estorbar el despliegue aliado en Salónica. En septiembre una fuerza conjunta germano-búlgara tomó Kavala y envió a la guarnición griega a prisión en Alemania. También en el otoño de 1916, contraofensivas de la Entente lograron expulsar a los búlgaros de Flórina y alcanzar Monastir.

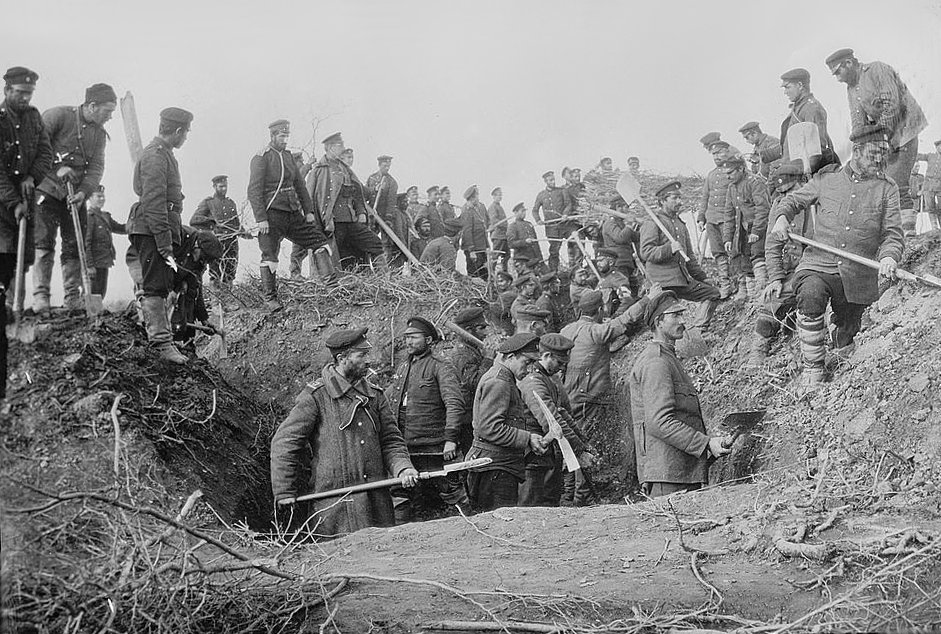
Trinchera búlgara en 1918. El frente macedonio se hallaba fortificado por los dos bandos y apenas se movió hasta septiembre de 1918.

En 1917, los Aliados forzaron la abdicación del proalemán Constantino I de Grecia y Venizelos se unió formalmente a la Entente. El frente entre esta y los Imperios cruzaba por entonces toda la península y quedó defendido por parte de estos por fuerzas austrohúngaras en Albania, unidades búlgaras bajo mando alemán más al este y, aún más hacia Levante, por el 11.º Ejército alemán y el 1.er y 2º ejércitos búlgaros. Más al este se hallaban dos divisiones otomanas. Los búlgaros eran el elemento más numeroso de las fuerzas de los Imperios que defendían este frente.
Pronto las posiciones quedaron estancadas como en el frente occidental, con fortificaciones en ambos bandos que sufrían ataques aéreos y escaramuzas terrestres del bando enemigo.
En la primavera, se produjeron los principales combates en el frente macedonio, alrededor del lago Doiran, en los que los búlgaros detuvieron el avance de las tropas aliadas. A pesar de la ausencia de enfrentamientos a gran escala durante el resto del periodo, el continuo esfuerzo bélico menoscabó la moral y la situación económica búlgaras. La relación con sus coligados tampoco era buena, produciéndose duras disputas por el control territorial de la Dobruya y de su producción de alimentos. Bulgaria deseaba anexionarse toda la provincia, a lo que se opuso el Gobierno alemán. El deseo del Gobierno de Sofía por hacerse con la Dobruya se debía en parte a la incapacidad del país para cubrir por sí mismo sus necesidades de alimentos. La situación alimentaria, mala ya en 1916 antes de la ofensiva contra Rumanía, continuó deteriorándose en 1917 y 1918. El suministro a los soldados en los distintos frentes también empeoró constantemente y las raciones fueron disminuyendo paulatinamente en 1917 y 1918 mientras que los uniformes escaseaban cada vez más y las botas para los combatientes comenzaron a no poder reponerse. Medicamentos y municiones comenzaron asimismo a escasear. Esta escasez mermó el ánimo de las tropas.
El Gobierno creó un organismo estatal para tratar de mejorar la situación económica, con escasos resultados. Esta continuó empeorando, lo que afectó no solo a la población civil, sino a la moral de las tropas del frente, que temían las penurias de sus familiares en la retaguardia. El trabajo del campo tuvieron que realizarlo mujeres, niños, ancianos y enfermos, y la tierra cultivada se redujo en un 12 %, de igual manera que la producción de grano, que pasó de 2 678 558 toneladas en 1915 a únicamente 1 435 083 en 1918. Las requisiciones de ganado por parte del Estado y la falta de forraje hicieron que la cabaña ganadera se redujese considerablemente. El Gobierno de Radoslavov impuso además precios bajos para los productos agrícolas, lo que produjo penuria en el campo y desincentivó el cultivo para la venta. En las ciudades, aunque logró mantener bajos los salarios, no consiguió controlar la inflación, que en 1918 multiplicó los precios por doce respecto de 1910, mucho más que en otras naciones beligerantes. Se produjeron protestas, cada vez más frecuentes, por la mala situación económica, a la que se añadía el disgusto de la población por los rumores de corrupción y de personas que se beneficiaban de las privaciones causadas por la guerra. Pronto se extendieron las protestas de mujeres por la carestía y, en especial, por la escasez de alimentos.
A finales de año, los alemanes retiraron la mayoría de sus tropas para concentrarlas en la próxima ofensiva del frente occidental y dejaron únicamente tres batallones y 32 baterías en el macedonio; los búlgaros tuvieron que trasladar la mayor parte de su 3.er ejército de la Dobruja al Sur para tratar de sostener el frente.

## Crisis y hundimiento del frente

### El fin de Radoslavov

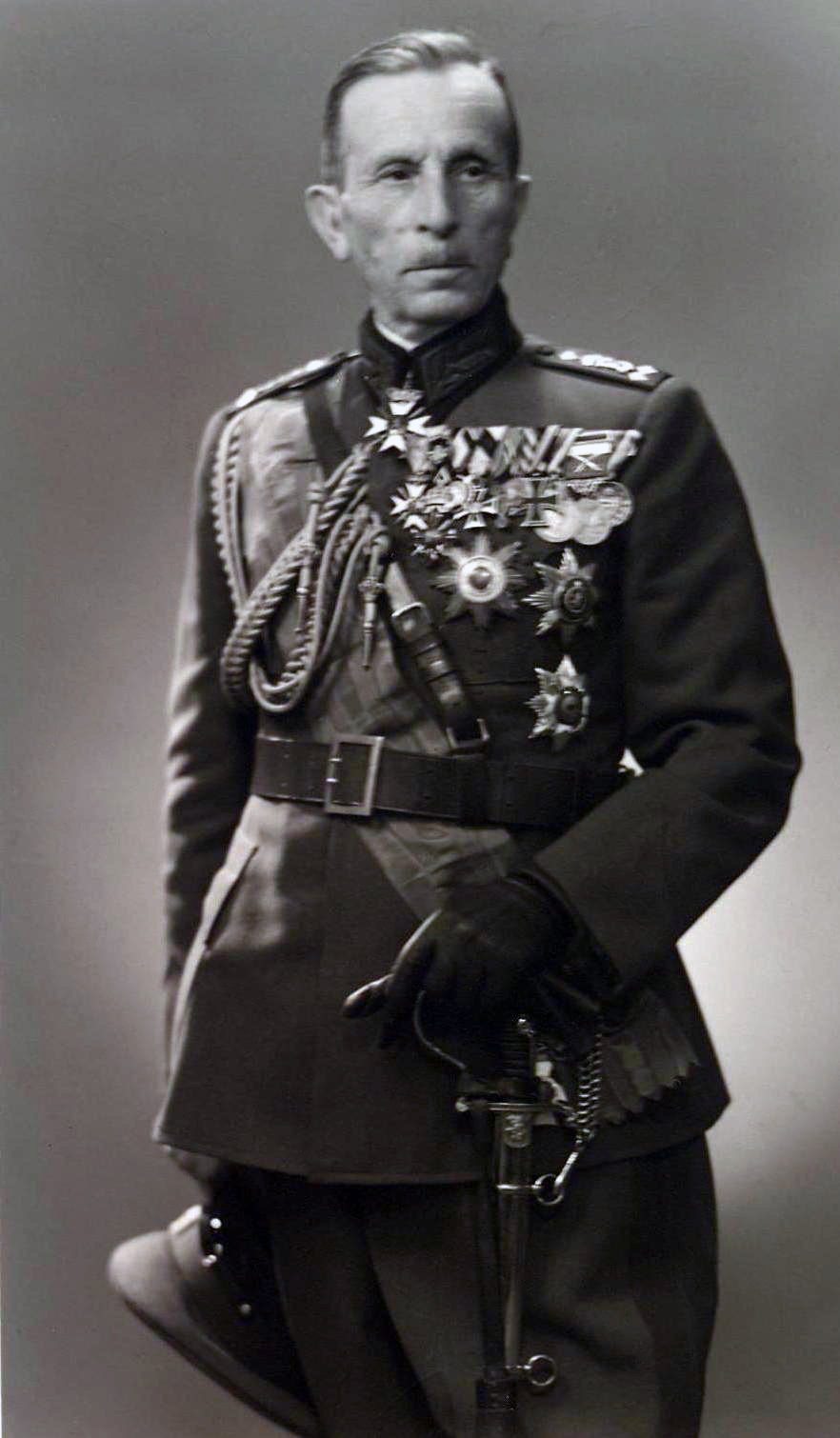
El general Nikola Zhekov, comandante de las tropas búlgaras, alertó en la primavera de 1918 del deterioro del frente y de la necesidad de refuerzos aliados para el frente, en vano.

A comienzos de 1918, Alemania tomó el control de las redes búlgaras de telefonía y ferrocarriles y seguía exportando alimentos del país a pesar de la grave situación alimentaria.
Alemania estaba perdiendo su confianza en Radoslavov y se negó a aceptar su petición de que toda la Dobruja fuese cedida a Bulgaria. Los alemanes animaron a los otomanos a reclamar la devolución del territorio a lo largo del río Maritsa que habían entregado en 1915, lo que hicieron en julio de 1918 con gran disgusto de los búlgaros, que rechazaron la pretensión. El invierno de 1917-1918 hubo hambruna en el país. Mientras que la Revolución de Octubre animó a trabajadores y campesinos en su creciente oposición al Gobierno, el control del país quedó cada vez más en manos de Alemania. El Ejército, fundamentalmente campesino, estaba cansado de combatir y se oponía a la continuación de la guerra una vez conseguidos los territorios anhelados. Los Catorce Puntos del presidente estadounidense Woodrow Wilson, que prometían nuevas fronteras basadas en la autodeterminación, minaron todavía más los escasos deseos de los soldados por continuar luchando. El abastecimiento de ropas y alimentos para los soldados del frente era también muy inadecuado, lo que menoscababa todavía más la moral de las tropas, en ocasiones vestida con harapos y sin calzado. La situación en la retaguardia, las malas relaciones con el resto de naciones aliadas y las estrecheces en el frente hundieron la moral de las tropas a comienzos del verano. El propio comandante en jefe del Ejército, el general Nikola Zhekov, hubo de avisar a las autoridades de la demoralización tras una visita al frente a comienzos de junio de 1918.
El gabinete, dedicado poco más que a la recepción de sobornos, hubo de contemplar como los alemanes, cada vez más progriegos, cesaban sus subsidios financieros y sus avales a Bulgaria. Desde el 1 de marzo, cesaron los envíos de armas y ropa por parte de Berlín. Parte de los funcionarios permitían el saqueo de alimentos por parte de las tropas alemanas a cambio de sobornos. Estas podían utilizar además su dinero para comprar alimentos y enviarlos al extranjero, lo que aumentaba la escasez de estos y la inflación. El 3 de marzo de 1918 se firmó por fin la paz con Rusia entre las Potencias Centrales y esta, a pesar de la oposición de los países de la Entente. Mientras el Gobierno alemán trataba al país cada vez más como una simple colonia, incumplía su promesa de enviar refuerzos para sostener el frente macedonio: en vez de las doce divisiones prometidas, los alemanes enviaron tres batallones. En la primavera la mayoría de los partidos de oposición se coaligaron contra Radoslavov.
Impotente para controlar la situación, el Gobierno de Radoslavov tuvo que dimitir el 20 de junio. Le sucedió el 21 de junio de 1918 el Demócrata Aleksandar Malinov, aceptable tanto para Fernando como para los alemanes. El cambio de Gobierno se debió en parte al hartazgo de la guerra (al nuevo primer ministro se le consideraba más cercano a la Entente) y al disgusto búlgaro con sus aliados que en mayo habían firmado la paz con Rumanía (8 de mayo de 1918) sin tener en cuenta la petición búlgara de la cesión de toda la Dobruja. Esta cesión sólo se logró en septiembre de 1918 (aunque se aprobó en julio), a punto de finalizar la guerra. El Gobierno búlgaro había confiado en lograr el control de la provincia, rica en producción agrícola, para aliviar la crisis alimentaria en el frente y en la retaguardia. Los intentos de Malinov de formar un gabinete de amplia coalición de los partidos de oposición a Radoslavov fracasaron, aunque le sostuvieron sin entrar en el Consejo de Ministros. Los agrarios se negaron a ingresar en el Gobierno sin que este liberase a sus correligionarios presos y Malinov no logró convencer al zar para ello.
Los intentos búlgaros de tratar con los Aliados en Suiza, empero, fracasaron ante los recelos de estos. Los contactos indirectos entre Malinov y los estadounidenses para conseguir la paz para Bulgaria sin perder al menos parte de los territorios conseguidos durante la guerra no fructificaron por el rechazo del presidente Wilson.

### Hundimiento del frente y revuelta interna

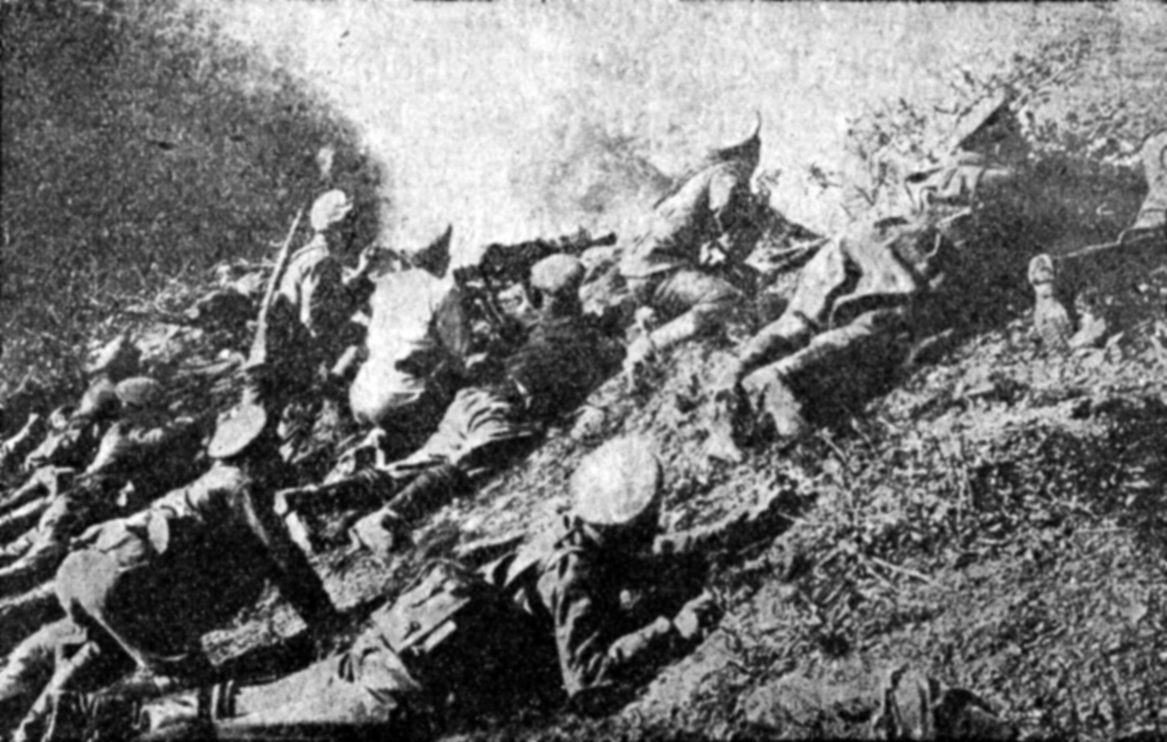
Tropas búlgaras en la lucha en el pico Yerbichna en la primavera de 1918. El fracaso del contraataque búlgaro evidenció el deterioro de Ejército, desabastecido y cada vez más desmoralizado.

El mismo mes de junio, el Ejército se había mostrado incapaz de contraatacar en Yerbichna, fracaso que puso de manifiesto sus malas condiciones y desmoralización. Las raciones de los soldados, a pesar de las órdenes contrarias del mando, se habían reducido aún más en calidad y cantidad, en consonancia con la escasez de alimentos que sufría todo el país. Malinov, que heredó la composición de las Cortes de Radoslavov, tuvo que afrontar la creciente exigencia del Ejército de que se firmase la paz, a lo que Alemania respondió enviando en su socorro parte de las tropas que estaba retirando de Macedonia al mando de los reyes de Baviera y Sajonia que, sin embargo, no lograron estabilizar el frente. Malinov procedió entonces a liberar a algunos presos políticos, entre ellos a Stamboliski (25 de septiembre). Otro agrario, Daskalov, de visita en el frente que los Aliados acababan de atravesar en Dobro Polye el 18 de septiembre tras el comienzo de su dura ofensiva el 14, logró el respaldo de las tropas para proclamar una república de la que nombró a Stamboliski presidente el 27 de septiembre. Las unidades aún fieles fueron incapaces de cubrir el hueco dejado por las amotinadas y detener el avance de los Aliados. Los Aliados habían conseguido romper el frente tras duros combates en Dobro Polye, donde superaban en dos a uno a los búlgaros y quintuplicaban su artillería, pero fueron rechazados cincuenta kilómetros al este, cerca del lago Doiran, donde unidades griegas y británicas avanzaron contra las líneas búlgaras. El 19 dos divisiones búlgaras se habían rendido finalmente en Dobro Polye y se preparaban para marchar en rebeldía sobre la capital. En la zona occidental del frente, los búlgaros también habían logrado mantener sus posiciones. La necesaria retirada para no quedar aisladas por el avance de la Entente produjo revueltas entre las tropas. Tras arrasar el cuartel general de Kyustendil (24 de septiembre) marcharon sobre la capital. Su ataque, que se produjo a la vez que la firma del armisticio con los Aliados en Salónica (10:30 p. m. del 29 de septiembre), fue rechazado merced a la intervención de tropas leales al Gobierno y unidades alemanas, sufriendo ambos bandos unas mil quinientas bajas. El 25 el Consejo de Ministros había decidido negociar con la Entente ante la imposibilidad de mantener por sí mismo el frente y la falta de ayuda inmediata de sus aliados. Tres delegados viajaron junto con el cónsul estadounidense y su ayudante a tratar con los Aliados la misma noche del 25. Días antes Malinov había tratado desesperada e inútilmente de lograr la mediación estadounidense para detener la ofensiva aliada; utilizando este intento de acercamiento a los Estados Unidos, logró que alemanes, austrohúngaros y otomanos le cediesen por fin toda la Dobruja el 22 con el fin de tratar de evitar la rendición búlgara. La cesión formal tuvo lugar el 25, mientras el gabinete búlgaro discutía la firma del armisticio con la Entente, que aprobó una vez obtenida la concesión territorial de sus coligados.
El país quedó de inmediato ocupado parcialmente por tropas franco-británicas, que sostuvieron al Gobierno en sus acciones para aplastar la revolución que le amenazaba. Fernando se vio obligado a abdicar en su hijo Boris el 4 de octubre a petición del gabinete, que temía en caso contrario no poder evitar la revolución. A continuación, Fernando partió al exilio en sus posesiones de los Coburgo. Radoslavov huyó a Alemania. La rendición búlgara, que privó a Berlín de su conexión con Constantinopla y amenazó el suministro de petróleo rumano, junto con la victoriosa ofensiva en el frente occidental, forzó a los mandos alemanes a admitir la derrota militar y recomendar a su Gobierno que solicitase inmediatamente un armisticio. El mismo día de la abdicación de Fernando Alemania pedía el armisticio. El Imperio otomano se rindió un mes después que Bulgaria, Austria-Hungría cinco semanas y Alemania seis.

## Consecuencias

Cambios territoriales al final de la Primera Guerra Mundial. Bulgaria perdió el acceso al mar Egeo, hubo de devolver Macedonia y el sur de la Dobruya a sus vecinos y tuvo que ceder cuatro pequeños enclaves fronterizos a la nueva Yugoslavia. La nueva Turquía recuperó también el control de Tracia oriental.

El crecimiento territorial logrado por la entrada en la contienda fue efímero y revertido tras la derrota militar. Pese a las tres guerras que había librado en menos de seis años, Bulgaria no logró obtener lo que consideraba su territorio nacional. Bulgaria había optado por entenderse con Alemania y su antiguo enemigo, el Imperio otomano, por su deseo de obtener Macedonia, que se disputaba con Serbia y Grecia. Los nacionalistas búlgaros consideraban la región vital para la unidad y desarrollo del pueblo búlgaro. Tras la guerra, la región fue devuelta a Serbia, por entonces parte ya del nuevo Reino de los Serbios, Croatas y Eslovenos. La Dobruya volvió a control rumano, y Bulgaria perdió la parte de Tracia obtenida en la lucha contra los otomanos en 1912-1913, así como algunos pequeños enclaves que hubo de ceder a los yugoslavos. La pérdida de Macedonia llevó a Bulgaria a coligarse con el Eje en la Segunda Guerra Mundial con el objetivo de recuperarla, lo que logró temporalmente hasta la derrota en 1944, que le volvió a privar una vez más del territorio. Las esperanzas búlgaras de que el presidente Wilson aplicaría sus Catorce Puntos al tratado de paz para permitir que Bulgaria conservase sus conquistas de la guerra resultaron frustradas.
Las bajas de las continuas guerras habían sido numerosas: había muerto el 4 % de la población y otro 7 % había quedado herida de gravedad en los combates. Había sido el país con mayor proporción de bajas de todos los beligerantes y cerca del 40 % de su población masculina había sido llamada a filas. Al final de la guerra, cerca de novecientos mil hombres habían sido reclutados, de los que trescientos mil habían sido bajas, cien mil de ellos por muerte.
La situación económica era catastrófica: el coste de la vida se había multiplicado por doce durante la contienda, la situación alimentaria era terrible y la corrupción estaba muy extendida. El país tuvo que hacer frente además a una avalancha de refugiados venidos de los territorios conquistados durante la guerra. La guerra llevó al poder a los agrarios que se habían opuesto a la entrada del país en el conflicto.